# 唐林县 (山西)
唐林县，中国唐朝时设置的县。
景雲元年（710年）改武延县置，治所在今山西省原平市东南唐林岗。属代州。五代后梁开平二年（908年）改白鹿县，后唐同光初年，复为唐林县，后晋改广武县，后复改唐林县。北宋景德二年（1005年）废。